# Bendigo
Bendigo (phát âm /ˈbɛndɨɡoʊ/) là một thành phố trong bang Victoria, Úc. Thành phố có dân số thành thị 91.713 người (năm 2010). Bendigo nằm rất gần trung tâm địa lý của bang và khoảng 150 km (93 dặm) về phía bắc về phía tây thủ phủ bang Melbourne. Nó là thành phố nội địa lớn nhất thứ hai và đông dân thứ tư trong tiểu bang. Đây là trung tâm hành chính thành phố Đại Bendigo trong đó bao gồm cả khu vực đô thị và các thị trấn xa trung tâm bao trùm một diện tích khoảng 3.000 km vuông.
Nguyên tên của nó từ rạch Bendigo, tên đã trở thành chính thức vào năm 1891. Ngay sau đó, thuật ngữ "Bendigonian" được đặt ra để mô tả các cư dân của nó.
Bendigo là một trong những thành phố phát triển bùng nổ trong kỷ nguyên quan trọng nhất tiểu bang Victoria ở Úc. Vàng được phát hiện vào năm 1851 tại The Rocks trên rạch Bendigo và thung lũng Bendigo đã được tìm thấy là một trường giàu phù sa vàng có thể dễ dàng được trích xuất. Tin tức trong những phát hiện tăng cường vội vàng vàng Victoria mang lại làn sóng người di cư đến thành phố từ khắp nơi trên thế giới trong vòng một năm và chuyển đổi nó từ một trạm đến một khu định cư chính trong các thuộc địa mới được công bố của Victoria.
Kể từ 1851, hơn 22 triệu ounce vàng đã được trích ra từ các mỏ vàng của nó, làm cho nó là khu vực mỏ vàng có sản lượng vàng cao nhất Úc thế kỷ 19 và khu vực có nền kinh ngành khai thác vàng lớn nhất ở Đông Australia. Nó là trung tâm tài chính lớn nhất tại tiểu bang Victoria bên ngoài của Melbourne là nhà ngân hàng bán lẻ của Úc chỉ tỉnh đặt trụ sở chính Ngân hàng Bendigo, và Bendigo Sở Giao dịch Chứng khoán (BSX).

## Địa lý
Thành phố được bao quanh bởi vườn quốc gia Đại Bendigo cũng như khu vực chim quan trọng Bendigo Box-Ironbark, được biết đến với vẹt nhanh và các loài chim rừng khác. Hàng chục loài dơi ăn côn trùng cũng sinh sống trong khu vực.

### Khí hậu
Bendigo có khí hậu ôn đới tương đối khô với mùa hè ấm nóng và mùa đông mát lạnh. Thành phố có 109,9 ngày quang đãng hàng năm.
| Dữ liệu khí hậu của Bendigo               | Dữ liệu khí hậu của Bendigo | Dữ liệu khí hậu của Bendigo | Dữ liệu khí hậu của Bendigo | Dữ liệu khí hậu của Bendigo | Dữ liệu khí hậu của Bendigo | Dữ liệu khí hậu của Bendigo | Dữ liệu khí hậu của Bendigo | Dữ liệu khí hậu của Bendigo | Dữ liệu khí hậu của Bendigo | Dữ liệu khí hậu của Bendigo | Dữ liệu khí hậu của Bendigo | Dữ liệu khí hậu của Bendigo | Dữ liệu khí hậu của Bendigo |
| Tháng                                     | 1                           | 2                           | 3                           | 4                           | 5                           | 6                           | 7                           | 8                           | 9                           | 10                          | 11                          | 12                          | Năm                         |
| ----------------------------------------- | --------------------------- | --------------------------- | --------------------------- | --------------------------- | --------------------------- | --------------------------- | --------------------------- | --------------------------- | --------------------------- | --------------------------- | --------------------------- | --------------------------- | --------------------------- |
| Cao kỉ lục °C (°F)                        | 45.9 (114.6)                | 45.4 (113.7)                | 39.3 (102.7)                | 34.3 (93.7)                 | 26.3 (79.3)                 | 20.7 (69.3)                 | 19.7 (67.5)                 | 24.2 (75.6)                 | 32.8 (91.0)                 | 35.5 (95.9)                 | 41.9 (107.4)                | 44.8 (112.6)                | 45.9 (114.6)                |
| Trung bình ngày tối đa °C (°F)            | 30.2 (86.4)                 | 29.6 (85.3)                 | 26.1 (79.0)                 | 21.3 (70.3)                 | 16.7 (62.1)                 | 13.4 (56.1)                 | 12.6 (54.7)                 | 14.2 (57.6)                 | 17.0 (62.6)                 | 20.8 (69.4)                 | 24.6 (76.3)                 | 27.4 (81.3)                 | 21.2 (70.1)                 |
| Tối thiểu trung bình ngày °C (°F)         | 14.2 (57.6)                 | 14.4 (57.9)                 | 11.8 (53.2)                 | 8.0 (46.4)                  | 5.3 (41.5)                  | 3.6 (38.5)                  | 2.7 (36.9)                  | 2.8 (37.0)                  | 4.5 (40.1)                  | 6.6 (43.9)                  | 9.7 (49.5)                  | 11.9 (53.4)                 | 8.0 (46.3)                  |
| Thấp kỉ lục °C (°F)                       | 3.3 (37.9)                  | 4.0 (39.2)                  | 2.3 (36.1)                  | −1.3 (29.7)                 | −4.6 (23.7)                 | −5.3 (22.5)                 | −5.1 (22.8)                 | −5.0 (23.0)                 | −5.5 (22.1)                 | −3.5 (25.7)                 | −0.2 (31.6)                 | 1.9 (35.4)                  | −5.5 (22.1)                 |
| Lượng Giáng thủy trung bình mm (inches)   | 34.8 (1.37)                 | 32.6 (1.28)                 | 30.2 (1.19)                 | 33.1 (1.30)                 | 45.7 (1.80)                 | 50.8 (2.00)                 | 55.9 (2.20)                 | 51.7 (2.04)                 | 52.5 (2.07)                 | 39.6 (1.56)                 | 45.8 (1.80)                 | 39.6 (1.56)                 | 512.3 (20.17)               |
| Số ngày giáng thủy trung bình (≥ 0.2 mm)  | 5.9                         | 5.1                         | 5.3                         | 6.7                         | 11.2                        | 12.3                        | 15.3                        | 13.3                        | 11.7                        | 8.7                         | 7.8                         | 6.8                         | 110.1                       |
| Độ ẩm tương đối trung bình buổi chiều (%) | 30                          | 32                          | 35                          | 41                          | 55                          | 65                          | 65                          | 57                          | 51                          | 41                          | 36                          | 31                          | 45                          |
| Nguồn: Cục Khí tượng Úc                   |                             |                             |                             |                             |                             |                             |                             |                             |                             |                             |                             |                             |                             |

## Thành phố kết nghĩa
- Penzance, Cornwall, Vương quốc Anh[7]
- Los Altos, California, Hoa Kỳ
- Thiên Thủy, Cam Túc, Trung Quốc